# تنزي 2 (سيدي بولنوار)
تنزي 2 هي إحدى مشيخات المملكة المغربية، تتبع جغرافيا لعمالة وجدة أنكاد وإداريًا لسيدي بولنوار. يقدر عدد سكانها بـ 1170 نسمة حسب الإحصاء الرسمي للسكان والسكنى لسنة 2004.